# Reggenza di Minahasa Meridionale
La reggenza di Minahasa Meridionale (in indonesiano: Kabupaten Minahasa Selatan) è una reggenza dell'Indonesia, situata nella provincia di Sulawesi Settentrionale.
| Controllo di autorità | VIAF (EN) 124554453 · LCCN (EN) n2006209817 |